# 愛的專輯⑧
「愛的專輯⑧」（愛のアルバム⑧）是日本的女子偶像組合Berryz工房的第7枚原創專輯。於2012年2月22日發行。唱片公司為PICCOLO TOWN。

## 概要
- 與上一張專輯「⑦ Berryz TIMES」相距約11個月。
- 收錄第26張單曲「愛的子彈」和第27張單曲「啊、天亮了」，以及Berryz工房和℃-ute的合作單曲「櫻花綻放於酸甜春季」，一共3首A面曲。
- 於2012年6月20日發行單曲的「超HAPPY SONG」為新曲「Because happiness」與℃-ute的第6枚原創專輯『第七章「太美了真抱歉」』收錄曲「幸福的途中」結合成的版本
- 本作分「初回限定盤」和「CD盤」2種版本
- 「初回限定盤」收錄了單曲「Be元氣 ＜只要嘗試便能做到!＞（各成員 Solo Ver.）」的PV、「Be元氣 ＜只要嘗試便能做到!＞（Live ver.）」和專輯「愛的專輯⑧」的Making
- 在3月5日於公信榜專輯週排行榜取得第25位。

## 收錄內容

### CD（初回限定盤・CD盤）
1. Mythology ～愛的專輯～（Mythology ～愛のアルバム～）
（作詞・作曲：淳君 編曲：松井寛）
2. 薔薇色的世界（世の中薔薇色）
（作詞・作曲：淳君 編曲：宅見将典）
3. Shy boy
（作詞・作曲：淳君 編曲：AKIRA）
4. Because happiness
（作詞・作曲：淳君 編曲：大久保薫）
5. 戀愛模様 （恋愛模様）
（作詞・作曲：淳君 編曲：湯浅公一）
徳永千奈美・須藤茉麻・熊井友理奈・菅谷梨沙子主唱
6. 愛的子彈 （愛の弾丸）
（作詞・作曲：淳君 編曲：板垣祐介）
26th單曲
7. 櫻花綻放於酸甜春季（甘酸っぱい春にサクラサク）
（作詞・作曲：淳君 編曲：宅見將典）
Berryz工房和℃-ute的合作單曲・電影「國王遊戲」主題曲
8. 新的一天（新しい日々）
（作詞・作曲：淳君 編曲：HΛL）
清水佐紀・嗣永桃子・夏燒雅主唱
9. 啊、天亮了（あぁ、夜が明ける）
（作詞・作曲：淳君 編曲：平田祥一郎）
27th單曲
10. 青春劇場（Berryz Ver.）
（作詞・作曲：淳君 編曲：上杉洋史）
舞台劇「戰國自衛隊」主題歌

### DVD
1. Be元氣 ＜只要嘗試便能做到!＞（Live ver.）
2. Be元氣 ＜只要嘗試便能做到!＞（清水佐紀 Solo ver.）
3. Be元氣 ＜只要嘗試便能做到!＞（嗣永桃子 Solo ver.）
4. Be元氣 ＜只要嘗試便能做到!＞（徳永千奈美 Solo ver.）
5. Be元氣 ＜只要嘗試便能做到!＞（須藤茉麻 Solo ver.）
6. Be元氣 ＜只要嘗試便能做到!＞（夏燒雅 Solo ver.）
7. Be元氣 ＜只要嘗試便能做到!＞（熊井友理奈 Solo ver.）
8. Be元氣 ＜只要嘗試便能做到!＞（菅谷梨沙子 Solo ver.）
9. 愛的專輯⑧（Making）